# Blues az esőben
A Blues az esőben a  magyar Hobo Blues Band blueszenekar első válogatásalbuma.

## Számok
1. 45-ös blues – 6:36
2. Hosszú lábú asszony – 2:56
3. Operett – 3:17
4. Másik Magyarország – 5:06
5. Rohadt rock and roll – 3:45
6. 3'20-as blues – 4:26
7. Enyém, tied, miénk – 3:03
8. Középeurópai Hobo Blues II – 3:48

## Közreműködők
- Döme Dezső – dob
- Földes László – ének
- Póka Egon – basszusgitár
- Tóth János Rudolf – gitár
- Závodi János – gitár